# 安第斯之声
安第斯之声（西班牙語：La Voz De Los Andes；简称HCJB）是一家总部位于厄瓜多尔的国际广播电台，由美国环球广播宣教团契运营。安第斯之声成立于1931年，是厄瓜多尔第一家每天定时广播的广播电台，也是世界上首家基督教传教电台。

## 概况

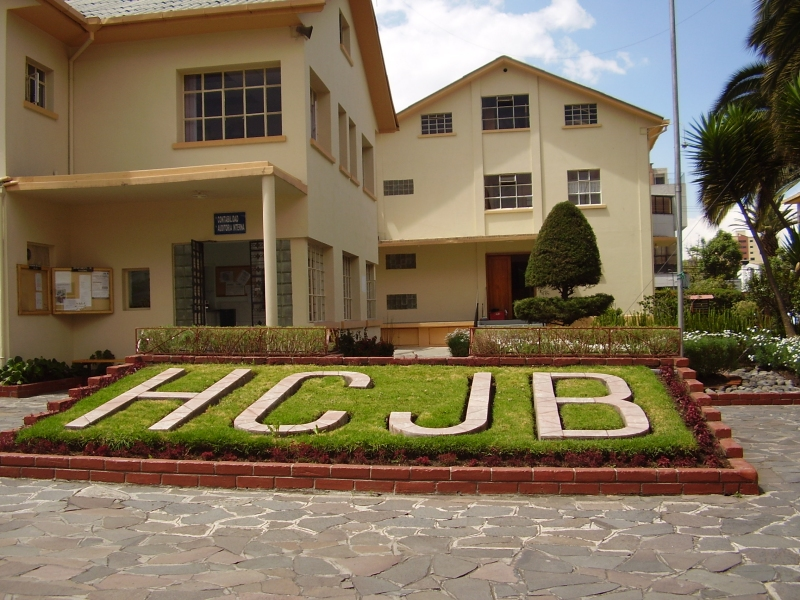
HCJB在厄瓜多尔基多的总部。

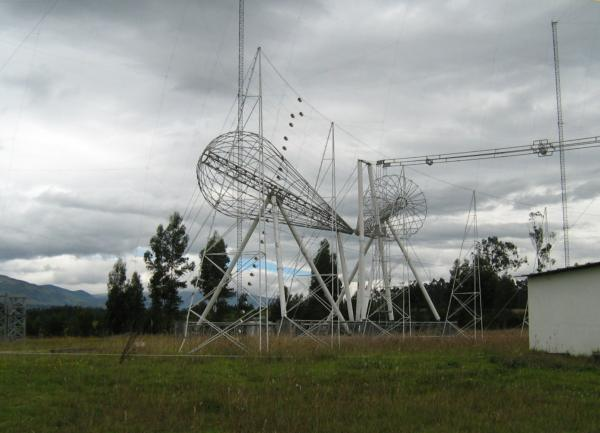
HCJB的发射天线。

安第斯之声由美国人克拉伦斯·卫斯理·琼斯（Clarence Wesley Jones，1900-1986）等人创立。1927年，琼斯来到南美进行广播传教工作，并在1930年获厄瓜多尔国会批准准开办广播电台。1931年圣诞节当天下午，HCJB电台在厄瓜多尔首都基多开播。“HCJB”是英文“Heralding Christ Jesus' Blessings”（预示耶稣基督的祝福）的首字母缩写，也是西班牙文（今日耶稣基督的祝福）的首字母缩写。电台起初位于基多的一个羊栅内，用功率250W的发射机播出。几个月之后，环球广播宣教团契正式成立，每日广播就此继续播出。电台开播后，受到越来越多的关注，厄瓜多尔的收音机数量激增，根据琼斯的传记记载，HCJB电台接触到了社会各阶层人士，消除了传教的障碍。
20世纪30年代，HCJB先后添置了多台大功率发射机。1940年复活节当天，厄瓜多尔总统安德烈斯·科尔多瓦（Andrés Córdova）亲自按钮启动了10kW发射机，HCJB的广播范围进一步扩大，远达新西兰、日本、印度、德国、苏联等地。20世纪50至60年代，HCJB继续发展。截至1984年，HCJB的发射功率达到500kW，以14种语言向全球播出，每周播出1300小时的节目，成为了拉丁美洲规模最大的国际广播电台，其总发射功率甚至超过了美国之音。HCJB的节目以基督教宣教为主，也提供文化、教育及面向广播爱好者的节目。
2014年，HCJB的国际广播分支“HCJB Global”更名为“Reach Beyond”。现时除对厄瓜多尔国内广播以及日语广播仍使用“HCJB”的呼号外，全世界的HCJB广播已全部更名为“Reach Beyond”。

## 对中国广播
安第斯之声的对华广播由Reach Beyond Australia（原HCJB Australia，HCJB的澳洲分支，曾使用“HCJB澳洲广播电台”的名称）制作，部分节目由台湾佳音电台制作，使用汉语普通话、福建话（闽南语）及藏语播出。现已全部停播。